# Жабино (Могилёвский район)
Жабино (бел. Жа́бін) — посёлок в составе Заводскослободского сельсовета Могилёвского района Могилёвской области Республики Беларусь.

## Географическое положение
Ближайшие населённые пункты: Батунь, Подберезье